# ウクライナ人民共和国

ウクライナ人民共和国
Українська Народня Республіка (ウクライナ語)

国歌: Ще не вмерла Україна（ウクライナ語）
ウクライナは滅びず

1919年のパリ講和会議でウクライナ人民共和国が主張した国境

ウクライナ人民共和国（ウクライナじんみんきょうわこく、ウクライナ語: Українська Народна Республіка）は、1917年11月22日から1920年11月10日にかけてウクライナに存在した国家である。独立は1918年1月22日。なお、1918年4月29日から12月14日の間はウクライナ国を称した。

## 国名
正式名称は、ウクライナ語でУкраїнська Народна Республіка（ウクライィーンスィカ・ナロードナ・レスプーブリカ）、略称はУНР（ウーエーヌエール；UNR）である。当時国内でしばしば用いられたロシア語ではУкраинская Народная Республика（ウクライーンスカヤ・ナロードナヤ・リスプーブリカ）となり、略称はウクライナ語名と同じくУНР（ウーエーヌエール；UNR）となる。
日本語への直訳は、「ウクライナの人々の共和国」のようになる。ウクライナ人民共和国のほか、観点の違いや後述のボリシェヴィキ政権と区別する意図から、ウクライナ国民共和国、ウクライナ民族共和国とも訳される。また、ウクライナ共和国と略称されることもある。
敵対するボリシェヴィキ勢力も同名の共和国を立てているが、これとはまったくの別国家である。これについてはウクライナ人民共和国 (ソビエト派)を参照のこと。

## 概要
ウクライナ人民共和国は、ドニエプル・ウクライナに成立した史上初の近代独立国家であった。首都はキエフに置かれたが、ジトーミル、ヴィーンヌィツャなどいくつかの地に臨時首都が置かれたこともあった。
ウクライナ人民共和国は社会主義を標榜するウクライナ民族主義者によって建国された。それまでの封建的な体制を否定し、理想的な民主主義国家の建設を目指し政策の決定がなされた。すなわち、言論・出版・信条・集会・ストライキの自由の保障、個人の不可侵、死刑の廃止、それまで反体制的であるとの理由で投獄されていた政治犯の大赦、少数民族の自治の権利の保障、8時間労働、土地の私有の制限（ウクライナでは少数の大貴族により、大半の土地が占有されていた）、生産手段の規制、戦争の終結などである。
しかし、この国家は各国の干渉を受け、生き永らえることはできなかった。だが、ウクライナ史の中でウクライナ人民共和国の時代はウクライナにも確かに独立国家が存在したことがあったという記憶として生き続けた。ウクライナの独立性は、ソ連時代を経てもなお失われることはなかった。1991年に独立した現代のウクライナはこの共和国の後継国家であると自らを位置づけており、国旗や国歌、国章を同共和国から受け継いでいる。

## 歴史

### 中央ラーダ時代
1917年2月にロシアで起こった二月革命の影響を受け、ウクライナでも自治組織の結成が行われた。その中心的組織となったのが3月に成立したウクライナ中央ラーダで、ロシアの臨時政府に対し代表団を送り、「ロシア連邦」内での自治権の保証を求めるなど交渉を行った。そうして、7月16日には臨時政府がウクライナの自治を認めたことを受けた「第2次ウニヴェルサール」（第2次宣言；II Універсал）が発せられた。しかし、11月にボリシェヴィキによる十月革命が勃発すると、中央ラーダはこの暴力による革命を認めずボリシェヴィキのソヴィエト政府と鋭い対立関係に陥った。
1917年11月20日、中央ラーダは「ウクライナはロシア共和国とともにロシア民主連邦共和国を構成する自治共和国である」という「第3次ウニヴェルサール」」（第3次宣言；III Універсал）を発し、ここにウクライナ人民共和国の成立が宣言された。ロシア側に中央ラーダとの協力交渉に当たる政府が十月革命で存在しなくなっていたため、これは事実上の独立宣言というべきものとなった。また、イギリスとフランスは「第3次ウニヴェルサール」を受けてウクライナ人民共和国の独立を承認し、代表団をキエフに送った。この早急なる承認の裏には、ウクライナが単独で独墺と講和条約を結ぶことを危惧したという理由があった。日本をはじめ他の諸外国も、相次いでキエフへ代表団を送り込んだ。
この宣言を受けて、ソヴィエト政府は中央ラーダの乗っ取りを図ったが失敗し、12月にはウクライナ人民共和国に対しウクライナでの赤軍（ソヴィエト軍、ボリシェヴィキ軍）の行動の自由の是認などと引き換えにウクライナ人民共和国を承認するとする「最後通牒」を突きつけた。外国軍の国内での行動の自由は当然認められるものではなく、中央ラーダはこの要求を撥ねつけた。ボリシェヴィキはウクライナへ軍事侵攻を行うことを決定した。
中央ラーダ軍と赤軍の戦いは、ボリシェヴィキの煽動作戦が効をなし、赤軍優位に推移した。1918年1月14日にキエフ近郊のクルーティで衝突した中央ラーダ軍と赤軍は、2日間にわたる激戦を行った。キエフ大学の学生を中心とした中央ラーダ軍は、ロシア人を中心とした赤軍に対し決定的な敗北を喫した。この戦闘はクルーティの戦いと呼ばれ、ポルタヴァの戦いと並んでウクライナの歴史の転機となった出来事として語られる。こののち、キエフ市内でも潜伏していたボリシェヴィキ派による武装蜂起が行われた。
1月22日には、ウクライナを完全な独立国であるとする「第4次ウニヴェルサール」（第4次宣言；IV Універсал）が発せられた。しかし、その翌日には赤軍はキエフのドニエプル東岸に達した。
1月24日からの2日間の市街戦ののち、キエフは赤軍により占領された。ウクライナ人民共和国政府は、1月26日から27日にかけてジトーミルへ逃れた。ミハイール・ムラヴィヨーフに率いられた赤軍は、キエフ市外でウクライナ人住民の虐殺を行った。
1月27日には、ウクライナ人民共和国とドイツ帝国、オーストリア゠ハンガリー帝国、ブルガリア王国、オスマン帝国との間に単独講和条約となるブレスト＝リトフスク条約が締結された。なお、この条約により「第4次ウニヴェルサール」で謳われたウクライナ人民共和国の独立が初めて世界に認められたことになった。
ジトーミルでドイツ軍やオーストリア軍と合同し態勢を整えた中央ラーダ軍は、キエフへ進攻し、3月1日には早くもキエフを奪還した。だが、その後ドイツ軍との約束であった食糧調達を巡って対立が起こった。
4月29日、ついにヘーチマンの政変によりラーダは解散され、ウクライナ人民共和国は一旦その幕を下ろすこととなった。かわって、キエフにはヘーチマン・パウロー・スコロパードシクィイを首班とする保守政権が誕生した。この政権は国号をウクライナ国と改め、地主優遇など反動的な政策を採った。

### ディレクトーリヤ時代

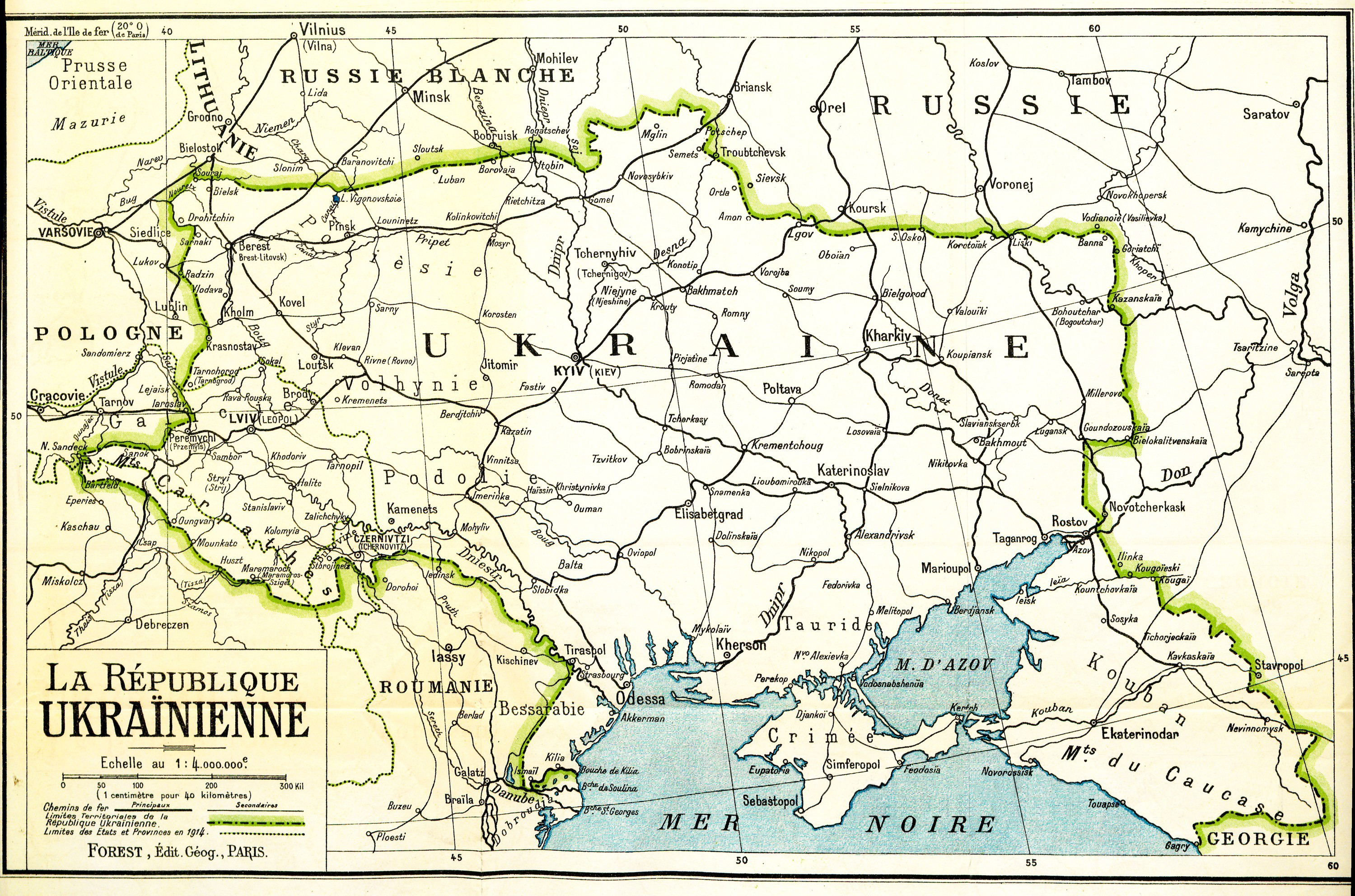
パリ講和会議でウクライナ人民共和国の代表が国際公認を求めていたウクライナ人民共和国の国境

1918年12月26日から1920年11月16日までの期間、ウクライナ人民共和国はディレクトーリヤ政府によって運営された。ヘーチマン政権を追放し再び政権をとった中央ラーダの中心メンバーであったシモン・ペトリューラやヴォロディームィル・ヴィンヌィチェーンコらは、国号をウクライナ人民共和国に戻し、ドイツ軍と協定を結んだ上でキエフを占拠した。ヘーチマン政権に激しく反発し、各地で反乱を起こしていたウクライナ農民はこれを支持した。
しかし、その後ウクライナはペトリューラ率いる民族主義派、アントーン・デニーキンやピョートル・ヴラーンゲリ率いる「ロシア人民族主義」の白軍（白衛軍）、「共産主義」であるボリシェヴィキのソヴィエト赤軍、「無政府主義（アナーキスト）」であるネストル・マフノのウクライナ革命蜂起軍（黒軍）など、多くの派が争い互いに潰しあう激しい内戦状態に入った。こうした中で、「ウクライナ人民族主義」のディレクトーリヤ政府はわずか3ヶ月しかキエフを維持できなかった。
その後、一旦ポーランドに撤退したディレクトーリヤ政府は、ポーランド軍と結んでウクライナへ進攻した（ポーランド・ソビエト戦争）。だが、これによりそれまで協力を図ってきた西ウクライナの西ウクライナ人民共和国との合同は不可能となった。ウクライナ人が地域全体60%を占めるに過ぎず、かつ彼らは農村部の住民であり、都市部はほとんどがポーランド人（地域全体では25%）やユダヤ人（同12%）で占められていたこの地域にウクライナ民族主義という排他的な民族主義で建てられた同共和国は、ポーランド、リトアニア、ベラルーシ、ウクライナを合同し（かつて存在した）ポーランド・リトアニア共和国のような多民族国家を打ちたてようとする「多民族主義」の指導者ユゼフ・ピウスツキによって「ミェンズィ・モジェ構想（バルト海と黒海という2つの海の間の多民族国家構想）」を推進するポーランド共和国とは正面から対立、その結果同共和国はポーランドによる軍事侵攻で亡ぼされ、その軍事組織であるウクライナ・ハルィチナー軍はポーランドを駆逐するためソ連に頼り赤軍へ合流することとなった。こうして、ウクライナの東西で分断が起こった。
1920年5月のキエフ攻勢で、ウクライナ・ポーランド連合軍は一時キエフを奪還した。しかし、連合軍は東ウクライナからは撤退した。11月10日、ウクライナにおけるウクライナ人民共和国の命運は尽きた。西欧諸国からの外交的圧力を受けたポーランドは、ディレクトーリヤ以外をウクライナの政府としては認めないというウクライナ人民共和国との協定を破ってウクライナ・ソヴィエト政府およびロシア・ソヴィエト政府とリガ講和条約を結び、自国の軍事的な勢力圏であった西ウクライナを正式に併合したのである。

### 亡命政府時代
ボリシェヴィキに敗れたウクライナ人民共和国政府は、ポーランドに逃れてウクライナ人民共和国亡命政府を立てた。その中心人物はペトリューラであった。
政府は初めタルヌフに置かれ、そののちワルシャワへ移った。しかし、1923年になるとポーランドはソ連からの圧力によりペトリューラを国外へ追い出した。ペトリューラはブダペスト、ウィーン、ジェノヴァを転々としたあと、1924年末からパリに居住した。そして、1926年3月25日、彼はそこで暗殺された。
しかし、亡命政府の活動は終わらなかった。政府はいくつかの政治組織の運営の下、1940年代後半まで活動を行った。亡命政府は1939年から1940年の間はフランスのパリに拠点を移し、その後はドイツのミュンヘンにおいて活動した。戦後の1948年、亡命政治勢力を結集したウクライナ国民ラーダの結成に参加してウクライナ人民共和国亡命政府は発展的に解消された。ウクライナ国民ラーダはウクライナ人民共和国の伝統を受け継ぐ機関として長らく活動を続け、4人のウクライナ人民共和国臨時大統領を選出した。最後の臨時大統領であるミコラ・プラヴィクはウクライナ独立が達成された翌年の1992年8月25日、新生ウクライナ共和国の初代大統領レオニード・クラフチュクに大統領権限を正式に譲渡してウクライナ国民ラーダはその役目を終えた。なお現在のウクライナ共和国はウクライナ人民共和国の後継国家として位置づけられている。

## 教育
ウクライナ人民共和国では、民族主義政策のもと、それまで軽視されてきたウクライナ文化を尊重する政策が採られた。「ウクライナ化」と呼ばれるこの政策は、共和国成立以前の1917年10月15日に出された指令に象徴される。教育総書記官であったイヴァン・ステシェーンコによって出された学校のウクライナ化指令では、中等・高等その他すべての教育機関でウクライナ語の使用ならびにウクライナ文化・歴史・地理の教育を行うことが必要とされ、ウクライナ語で授業が行われることが望ましいとされた。
ウクライナ人民共和国の支持母体となるべきウクライナ人の多くは教育に恵まれる機会の乏しい農村に暮らしており、そのため教育をはじめとする啓蒙活動を行うことは必須の課題であった。
しかし、その基本となるべきウクライナ語の整備は帝政時代の弾圧や革命後の混乱とボリシェヴィキとの戦いで遅れていた。結局、ウクライナ語が完成を見るのはウクライナ・ソビエト社会主義共和国時代に入った1927年になってからのことである。

## 軍事
ウクライナ人民共和国の軍隊は通称「中央ラーダ軍」と呼ばれ、司令官の名前から「ペトリューラ軍」とも渾名された。装備はロシア帝国時代のものを受け継いだ他、ドイツ軍との合同後はドイツ製の新型装備も保有した。キエフにはアルセナールのような兵器工場も存在したが、内戦中は稼動していなかったようである。それどころか、ここを拠点にボリシェヴィキ派の武装蜂起も起きている。都市住民はロシア人やユダヤ人、ロシア化したウクライナ人が多く、都市政党であるボリシェヴィキは取り込みが行い易かった。
ボリシェヴィキとの戦争に敗れた共和国軍は、白軍や黒軍へ合流するなどして霧散したが、一部はポーランドへ渡りソヴィエト勢力やポーランドに対するパルチザン活動を継続した。中でも、ウクライナ蜂起軍（UPA）は、第二次世界大戦後に到るまで活発に活動を行っており、ソ連軍は1950年代になっても大規模な掃討作戦を行っていた。

## 評価

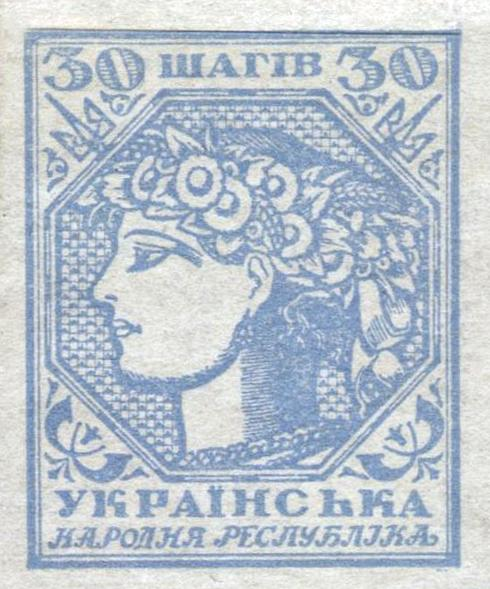
ウクライナ人民共和国発行の30シャーフ切手。伝統的な髪形をした女性はウクライナを表している。レリーフに国章三叉の鉾が見える。

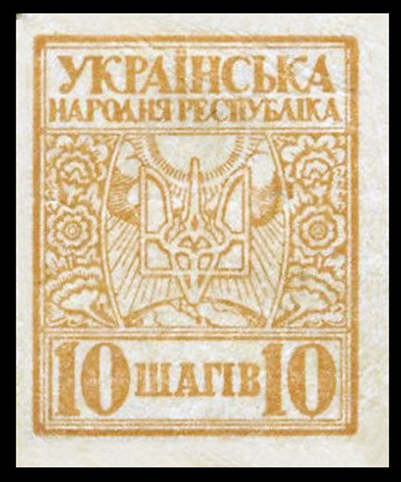
ウクライナ人民共和国発行の10シャーフ切手。中央に国章があしらわれている。

ウクライナ化政策は、「ウクライナ民族主義」に反対する立場の人々からは厳しく批判された。ミハイル・ブルガーコフの長編小説『白衛軍』でも、昨日までロシア語名で名乗っていたものが今日はウクライナ語名になってしまったというような、そのことが揶揄される場面が登場する。また、一般にウクライナ人は農村で暮らす農民であり、都市で暮らす少数のウクライナ人はロシア化していた。すなわち彼らの大多数の人々の民族的な帰属意識はもともと希薄だったのである。農村と都市の分断は帝政時代から大きなもので、民族による違いよりも都市民であるか農村住民であるかで互いに軽蔑する傾向があった。中央ラーダが教育を重視したのは、識字率などウクライナ人の教育水準が一般に低かったためでもあるが、ウクライナ民族主義の基盤づくりを目的とする意味が大きかった。反ウクライナ民族主義の人々は、こういった偏狭で排他的な民族主義の勃興を嫌悪し、「ウクライナ人民共和国は田舎者の集団である」と蔑んでいた。
ウクライナ地方の農民は、エカチェリーナ2世時代にロシア帝国に完全併合されて以来、つねに辛酸をなめてきた。特に、エカチェリーナ2世の寵臣グリゴーリイ・ポチョームキン＝タヴリーチェスキイ公のような大土地所有貴族による横暴は過酷なものであった。ウクライナ国のスコロパードシクィイ家も、ポルタヴァの戦い後のイヴァン・スコロパードシクィイ以来の大地主であった。地主貴族により農奴化された農民が苦しめられたのはウクライナに限らずロシア帝国全土において同様なことであったが、もともとヘーチマン国家という自治国家を有していたウクライナでは、かつて小貴族層のようなものであったコサックなどの人々の間で自治を求める傾向がより強かった。また、長らくこの地域を統治していたポーランド・リトアニア共和国やオーストリア帝国、あるいはこの地域で社会的に優位であったポーランド人、ユダヤ人、ロシア人との闘争を通じて西方から伝来した民族主義がウクライナ人の地方インテリ層の間で根付いていたことも、ロシアの他の地方とは異なっていた。
また、ウクライナではコサックの伝統・記憶が色濃く残っていた。コサックのシーチでは誰もが自分の責任において自由を得ることができ、平等な権利を有するという伝統的なイメージがあった。コサック集団が逃亡農奴の受け皿になっていたという歴史もあった。「ウクライナ民族であれば」誰もが平等に参加することのできる「民主的」な国家という共通幻想を持っていた。ウクライナ人民共和国は、短期間ではあるがそれを実現した国家として現在のウクライナで評価される。
だが、国家運営を行った人材が必ずしも優秀とはいえず、優秀な人材の揃ったポーランドやボリシェヴィキに対抗することができなかった。共和国の閣僚はほとんどがまだ20代、30代の若い活動家で、経験不足が目立つ結果となった。フルシェーウシクィイは優秀な学者であったが、内戦時に力を発揮することはできなかった。作家であったヴィンヌィチェーンコも、有効な手段を講ずることはできなかった。ペトリューラは敵から最も恐れられた人物であったが、彼が政権を握った頃にはウクライナ人民共和国の斜陽は決定的になっていた。さらに、1920年秋にはチフスの流行でペトリューラ軍はほぼ全滅してしまった。
また、支持母体となるはずのウクライナ人は農民として各地に点在して居住しており、組織化が難しかった。教育も急がれたものの内戦の混乱ではかどらず、農民は容易にボリシェヴィキの煽動に乗せられてしまった。実際には、ボリシェヴィキは農民を共産主義の敵対者と看做しており、克服すべき対象と考えていたのであるが、その意図を見抜くことは高等教育を受けたものにも簡単なことではなかった。
独立失敗の最大の原因は、ポーランド共和国、ソ連、南ロシア軍および英仏などの干渉軍、独墺軍などの外的要因であったとされるが、ウクライナ民族が60%しかいない地域であったにもかかわらずそれでもウクライナ民族主義による排他的な国家樹立を武力で推し進めようとしたウクライナ人指導者たち自身の過激な民族意識そのものが原因であったとも言える。また、無政府主義者（アナーキスト）である黒軍もウクライナ人民共和国の支持母体となるはずの農民を吸収してしまい、その上共産主義者である赤軍に協力した。ウクライナ領内にあった各勢力が互いに潰し合いを行った結果、どの勢力も自滅状態に陥り、最後はロシア赤軍とポーランド軍という二大「非ウクライナ民族」勢力が勝利を二分し、ウクライナを二分した。赤軍に協力的であった黒軍も、結局は赤軍によってその家族も含め殲滅された。
当然のことながら、ウクライナ人民共和国の歴史はソ連時代には「ブルジョワ民族主義的分裂主義」としてウクライナ国内でも全面的に否定されていた。これにウクライナ国内で公然と疑問が投げかけられるようになったのはソ連末期のことであった。
現代の独立ウクライナは、自らをウクライナ人民共和国の思想的後継国家であると位置づけている。すなわち現在のウクライナ共和国はウクライナ民族主義を基本理念とする国家である。したがってフリヴニャ紙幣にもフルシェーウシクィイのようにウクライナ人民共和国に貢献した人物の肖像が描かれ、過去のロシア帝国やソ連時代に悪役にされてきたウクライナ民族の歴史上の人物の復権も行われている。

## 機関
ウクライナ人民共和国は、時期によっていくつかの政治中央機関によって運用されていた。大きく分ければ、ウクライナ国の時期を挟んで中央ラーダ時代とディレクトーリヤ時代とに分けられる。また、ボリシェヴィキとの戦争に敗れたのち、ポーランドで形成した亡命政府も存在した。以下、主要機関に関しての一覧とする。
特徴としては、ドイツ軍との連合後はその取り決め上優先すべき事柄であった食糧調達のための大臣が置かれていること、土地解放のための大臣が置かれていることなどがあげられる。

### ウクライナ中央ラーダ（1917年3月17日 - 1918年4月29日）

#### 大統領
ムィハーイロ・フルシェーウシクィイ（1917年4月29日）

#### ウクライナ中央ラーダ（1917年3月4日 - 1918年4月29日）
ウクライナ人民共和国の国会に相当する機関。
- 議長：ムィハーイロ・フルシェーウシクィイ
- 次官
  - ヴォロディームィル・ナウメーンコ（1917年3月4日 - 1917年4月8日）
  - セルヒーイ・イェフレーモウ
  - ヴォロディームィル・ヴィンヌィチェーンコ（1917年4月8日 - 1917年6月15日）

#### 議長団（1917年7月6日 - 1918年4月29日）
中央ラーダの会期中に活動する機関。
- 議長：ムィハーイロ・セルヒーヨヴィチ・フルシェーウシクィイ
- 次官
  - M・シュラーフ
  - S・ヴェセローウシクィイ
  - A・ニコウシクィイ
  - F・クルィジャニウシクィイ
- 書記官
  - A・ポストロウシクィイ
  - Ya・レーウチェンコ
  - L・チカレンコ
  - ムィコーラ・チェチェリ

#### 総書記局（1917年6月15日 - 1918年1月22日）
中央ラーダの執行機関。ウクライナ人民共和国の政府に相当する。
第一次内閣
- 総書記長：ヴォロディームィル・ヴィンヌィチェーンコ（1917年6月15日 - 1917年7月16日）
- 総書記次官：セルヒーイ・イェフレーモウ
- 総書記官
  - ヴォロディームィル・ヴィンヌィチェーンコ（内務担当官）
  - セルヒーイ・イェフレーモウ（外務官）
  - フルィストフォル・バラノーウシクィイ（財政担当官）
  - ボルィース・マールトス（土地担当官）
  - シモン・ペトリューラ（軍事担当官）
  - ヴァレンティーン・サドーウシクィイ（司法担当官）
  - イヴァン・ステシェーンコ（教育担当官）
  - パウロー・フルィスチューク（一般書記）

第二次内閣
- 総書記長：ヴォロディームィル・ヴィンヌィチェーンコ（1917年7月16日 - 1918年1月30日）
- 総書記官
  - ヴォロディームィル・ヴィンヌィチェーンコ（内務担当官）
  - ボルィース・マールトス（土地担当官）
  - フルィストフォル・バラノーウシクィイ（財政担当官）
  - ヴァレンティーン・サドーウシクィイ（司法担当官）
  - シモン・ペトリューラ（軍事担当官）
  - ウセーヴォロド・ホルボーヴィチ（交通担当官）
  - O・ザルビン（郵政・電信担当官）
  - オレクサーンドル・シュリヒーン（外務担当官）
  - M・ズィリベルファルブ（ユダヤ人関係担当官）
  - V・ミツケーヴィチ（ポーランド関係担当官）
  - P・ステブヌィツィクィイ（ペトログラート駐在臨時理事担当官）
  - モイセイ・ラフェス（国家管理担当官）

#### 国民閣僚ラーダ（1918年1月22日 - 1918年4月29日）
国民閣僚ラーダはウクライナ人民共和国の独立を宣言した「第4次ウニヴェルサール」により設立された執行機関。ウクライナ人民共和国の政府。
第一次内閣（1918年1月30日 - 1918年3月24日）
- 首相：ウセーヴォロド・ホルボーヴィチ
- 外務大臣：ウセーヴォロド・ホルボーヴィチ
- 軍事大臣：A・ネモロウシクィイ
- 内務大臣：パウロー・フルィスチューク
- 財務大臣：S・ペレペルィーツャ
- 交通大臣：Ye・サコヴィチ
- 食糧大臣：ムィコーラ・コヴァレーウシクィイ
- 教育大臣：N・フルィホーリイィウ
- 土地大臣：A・テルヌィチェンコ
- 法務大臣：ムィハーイロ・トカチェーンコ
- 海事大臣：ドムィトロー・アントーノヴィチ

第二次内閣（1918年3月24日 - 1918年4月29日）
- 総理大臣：ウセーヴォロド・ホルボーヴィチ
- 内務大臣：ムィハーイロ・トカチェーンコ
- 法務大臣：セルヒーイ・シェルヒン
- 土地大臣：ムィコーラ・コヴァレーウシクィイ
- 食糧大臣：S・コリウフ
- 労働大臣：L・ムィハーイリウ
- 外務大臣：ムィコーラ・リュブィーンシクィイ
- 交通大臣：Ye・サコヴィチ
- 財務大臣：クルィモヴィチ
- 逓信大臣：T・シドレーンコ
- 通商工業大臣：I・フェシュチェンコ＝チョピウシクィイ
- 軍事大臣：オレクサンドル・ジュコーウシクィイ
- 国家管理大臣：O・ロトツィクィイ、ウリフ・ラツィクィイ
- 国家書記官：パウロー・フルィスチューク

### ディレクトーリヤ（1918年12月14日 - 1920年11月10日）
- 執政官
  - ヴォロディームィル・ヴィンヌィチェーンコ（1918年12月14日 - 1919年2月13日）
  - シモン・ペトリューラ（1919年2月13日 - 1920年11月10日）
- 政府指導者
  - ヴォロディームィル・チェヒウシクィイ（1918年12月26日 – 1919年2月13日）
  - セルヒーイ・オスタペーンコ（1919年2月13日 - 1919年4月9日）
  - ボルィース・マールトス（1919年4月9日 - 1919年8月27日）
  - イサアーク・マゼーパ（1919年8月27日 - 1920年5月26日）
  - ウヤチェスラーウ・プロコポーヴィチ（1920年5月26日 - 1920年11月10日）